# Elizabeth (Illinois)
Elizabeth és una vila dels Estats Units a l'estat d'Illinois. Segons el cens del 2000 tenia 682 habitants.

## Demografia
Segons el cens del 2000, Elizabeth tenia 682 habitants, 309 habitatges, i 177 famílies. La densitat de població era de 598,5 habitants/km².
Dels 309 habitatges en un 21% hi vivien nens de menys de 18 anys, en un 46,9% hi vivien parelles casades, en un 7,1% dones solteres, i en un 42,4% no eren unitats familiars. En el 39,8% dels habitatges hi vivien persones soles el 23,6% de les quals corresponia a persones de 65 anys o més que vivien soles. El nombre mitjà de persones vivint en cada habitatge era de 2,05 i el nombre mitjà de persones que vivien en cada família era de 2,74.
Per edats la població es repartia de la següent manera: un 17,4% tenia menys de 18 anys, un 5,9% entre 18 i 24, un 21,8% entre 25 i 44, un 22,6% de 45 a 60 i un 32,3% 65 anys o més.
L'edat mediana era de 48 anys. Per cada 100 dones de 18 o més anys hi havia 79,9 homes.
La renda mediana per habitatge era de 33.587 $ i la renda mediana per família de 41.354 $. Els homes tenien una renda mediana de 27.917 $ mentre que les dones 23.636 $. La renda per capita de la població era de 17.235 $. Aproximadament el 4,5% de les famílies i el 8,2% de la població estaven per davall del llindar de pobresa.

## Poblacions properes
El següent diagrama mostra les poblacions més properes.